# Geodetic Hills
Geodetic Hills är kullar i Kanada.   De ligger i territoriet Nunavut, i den norra delen av landet, 3 900 km norr om huvudstaden Ottawa.
Trakten runt Geodetic Hills är permanent täckt av is och snö. Trakten runt Geodetic Hills är nära nog obefolkad, med mindre än två invånare per kvadratkilometer.